# Жіночий прихисток

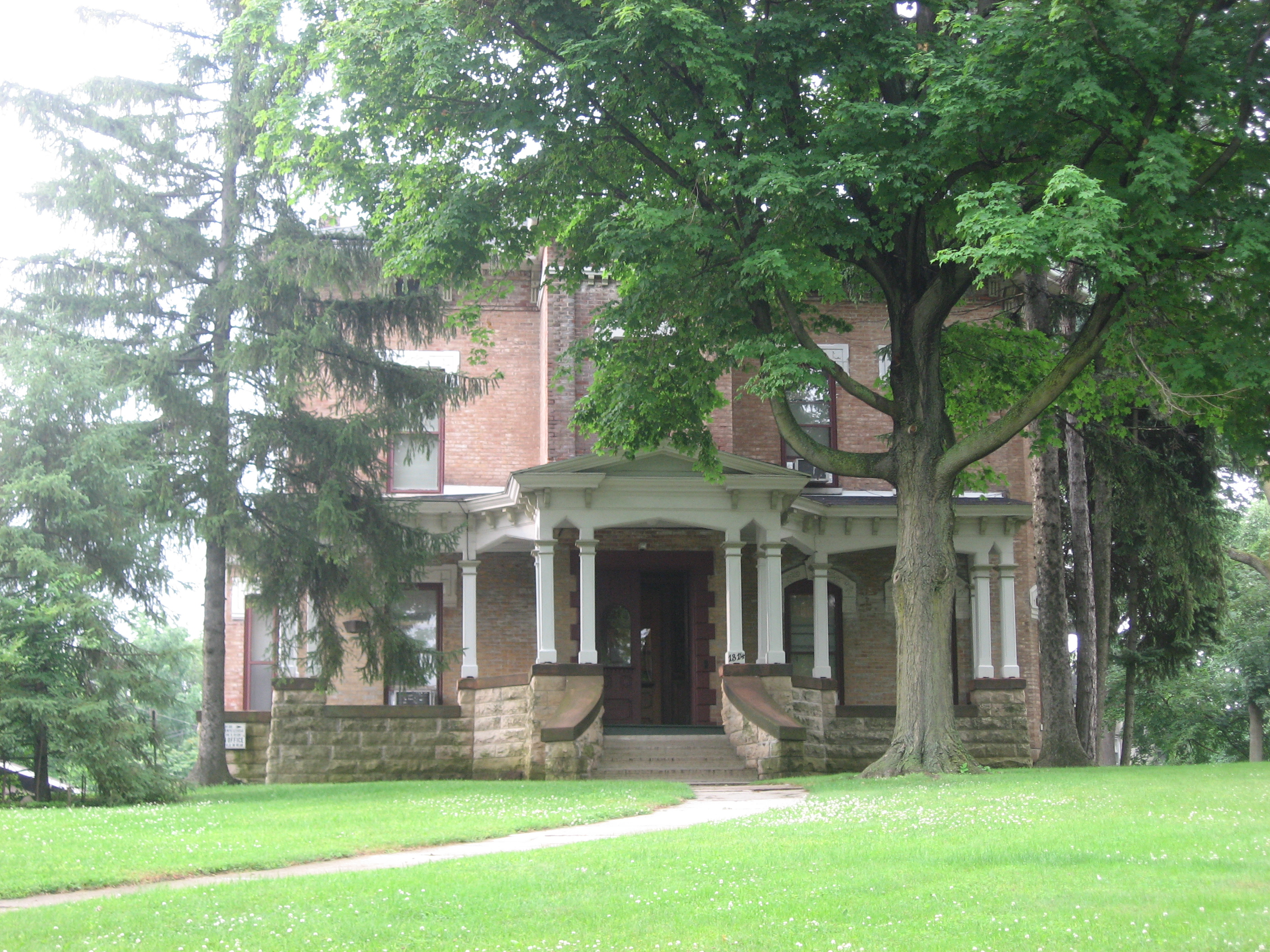
Будинок Pringle-Patric у США був побудований у 1877 році та перетворений під притулок у 1990 році.

Притулок для жінок (англ. Women's shelter), або притулок для осіб, що постраждали від домашнього насильства — місце тимчасового захисту та різноманітної підтримки жінок та дівчат, вимушеним уникати перебування у місці постійного проживання через домашнє насильство чи насильство з боку близьких та партнерів.
Кожна третя жінка зазнає фізичного насильства протягом життя. Кожна десята зазнає сексуального насильства. Жіночі притулки допомагають людям уникати випадків домашнього насильства та насильства з боку інтимних партнерів і виступають місцем захисту, коли вони вибирають, як рухатися вперед. Крім того, багато притулків пропонують багато іншої допомоги жінкам та їх дітям, зокрема, юридичне консультування та психологічну допомогу.
Можливість втекти цінна для жінок у циклі домашнього насильства, оскільки аб'юзивним стосункам притаманний дисбаланс сил, обмеження фінансових можливостей постраждалої кривдником. Притулки допомагають жінкам отримати матеріальні ресурси, щоб створити собі та своїм родинам нове життя. Нарешті, притулки дозволяють жінкам, які зазнали фізичного насильства, відновити чи вибудувати почуття спроможності. 
Притулки для жінок доступні у понад 45 країнах. Їх підтримують держава та некомерційні фонди. Утворення, функціонування та ефективну роботу жіночих шелтерів регулює Стамбульська конвенція. Крім того, багато благодійниць(-ків) підтримують установи такого типу. Наприклад, благодійний фонд Джоан Ролінґ Lumos комплексно підтримує жінок, котрі, як і сама письменниця, зіткнулися з домашнім насильством.

## Послуги

### Головна мета
Жіночі притулки надають тимчасовий притулок жінкам, які уникають актів домашнього насильства або насильства з боку інтимних партнерів. Багато жінок стають бездомними у цій ситуації, оскільки вони фінансово залежать від свого кривдника. Середня тривалість перебування жінок у притулку становить від тридцяти до шістдесяти днів.  Однак це різниться в різних країнах і в Європі, наприклад, чотири країни обмежують перебування на кілька тижнів.  Перехідне житло, інша форма притулку для жінок, пропонує перебування до року, тоді як певні громади пропонують державне та приватне житло ще довше.

### Використання
У Сполучених Штатах існує великий попит на послуги притулку. Національний перепис населення, проведений Національною мережею для припинення домашнього насильства, виявив, що притулки для надзвичайних ситуацій обслуговували понад 66 581 особу за один день, а понад 9 000 запитів не вдалося задовольнити за той самий період. В Європі також спостерігається подібна картина надмірного попиту.  Жінки з дітьми, як правило, частіше користуються притулками, а також ті, що постраждали фізично. Крім того, сільські жінки мають більше проблем із доступом до послуг через ізоляцію та брак ресурсів. 

### Інші послуги
Притулки, як правило, пропонуються в рамках комплексної програми протидії домашньому насильству, яка може також включати кризову гарячу лінію, послуги для безпритульних дітей.  Самі притулки також пропонують різноманітні послуги. Вони надають консультації, групи підтримки та майстеркласи, щоб допомогти жінкам рухатися далі самостійно. Вони діють як інструменти розширення можливостей жінок у поєднанні з програмами встановлення цілей. Нарешті, вони пропонують підтримку для дітей, а також правову та медичну допомогу.
Більшість жителів притулків для жінок ― це діти жінок, які стали жертвами насильства. Це одна з причин, чому більше половини притулків пропонували послуги цій частині населення в ході опитування 215 притулків у США. Послуги для дітей часто включають варіанти консультування та групової терапії, які покликані зміцнити стосунки між батьками та дітьми та допомогти в психічному самопочутті.  Нещодавно притулки також почали реагували на збільшення кількості жертв чоловічої статі. 

### Мешканці чоловічої статі
Часто притулки не дозволяють доступ чоловікам. Однак, джерела заперечують думку про те, що більшість жертв чоловічої статі шукають або потребують притулків, призначених лише для чоловіків, аргументуючи це тим, що це питання було викривлене з мізогінії, а не справжньої стурбованості жертвами чоловічої статі. Наприклад, у Стамбульській конвенції зазначено, що створення притулків для жінок не є дискримінаційним. 
У Великій Британії було відкрито 100 місць для розміщення чоловіків-жертв домашнього насильства в Нортгемптонширі або для розміщення сімей, заборонених в інших притулках, таких як жінки зі старшими дітьми чоловічої статі.  У Канаді приблизно 8 відсотків притулків для жінок також відкриті для дорослих чоловіків.

## Ефект
Жінки часто страждають на тривалі психічні стани від жорстокого поводження, включаючи тривожні розлади, депресію та посттравматичні стресові розлади (ПТСР). Оскільки жінки, які перебувають у притулках, частіше зазнають серйозних фізичних та психічних знущань, ніж ті, хто не користується цими послугами, вони також частіше страждають від ПТСР. Насправді національне організаційне опитування в США зібрало чотири окремі дослідження жінок, які користуються групами підтримки чи притулку, і повідомило, що показники ПТСР становлять від 45% до 84% (Astin, Lawrence, Pincus, & Foy, 1990; Houskamp & Foy, 1991; Roberts, 1996a; Сондерс, 1994).  Ці емоційні та психічні наслідки впливають на можливості для кар’єри жінок та здатність функціонувати у звичайному житті.  Притулки для жінок намагаються протидіяти цим наслідкам, а також запобігти майбутнім випадкам жорстокого поводження. Однак ПТСР може заборонити жінкам ефективно використовувати ресурси притулку. 
Використання притулку може призвести до кращого стану здоров'я тих, хто пережив насилля, і скоротити кількість повідомлень про жорстоке поводження в короткостроковій перспективі.  Дослідження, що вивчало 3410 мешканців 215 сімейних випадків насильства по всій території Сполучених Штатів, пов’язувало тривалі перебування у притулках із підвищенням добробуту.  Останнє є результатом збільшення знань про послуги та можливості, доступні для жінок у вразливих становищах, а також збільшення можливостей.  Це може свідчити про те, що послуги з переходу та тривалі пропозиції житла є більш цінними.

### Критика
Багато жінок повідомляють про повторне жорстоке поводження після виходу з притулку. Дослідження, проведене Байбі та Салліване, яке проаналізувало дані 124 жертв, які користувались притулками, не виявило позитивного впливу на повторне зловживання через три роки після використання притулку.  Крім того, за наявних обмежень на ресурси не забезпечують лікування ПТСР або психотерапевтичне лікування, необхідне для повної підтримки.  Вони також мають проблеми з недостатнім обслуговуванням громади через дефіцит фінансуваного персоналу, відсутність персоналу та неадекватні умови.
Притулки в Європі обмежені таким же чином, і лише вісім країн виконують мінімальні стандарти щодо притулків, встановлені Стамбульською конвенцією.  Інша критика притулків у Європі полягає в тому, що вони мають суворі вікові обмеження, що не дозволяють дорослим дітям чоловічої статі бути присутніми, а деякі притулки дискримінують жінок з інших країн або тих, хто визнає себе лесбійками чи трансгендерами. 

## В Україні
В Україні притулки діють відповідно до пункту 1 Типового положення про притулок для осіб, які постраждали від домашнього насильства та/або насильства за ознакою статі, затвердженого постановою Кабінету Міністрів України від 22.08.2018 № 655 притулок для осіб, які постраждали від домашнього насильства та/або насильства за ознакою статі, ― спеціалізована служба підтримки осіб, які постраждали від домашнього насильства та/або насильства за ознакою статі.

### Право на влаштування до притулку
- повнолітня постраждала особа, направлена структурним підрозділом місцевої держадміністрації або органу місцевого самоврядування, до повноважень якого належить здійснення заходів у сфері запобігання та протидії насильству, уповноваженим підрозділом органу Національної поліції, центром соціальних служб для сім’ї, дітей та молоді, мобільною бригадою соціально-психологічної допомоги постраждалим особам;
- особа, яка не досягла повноліття, але перебуває (перебувала) у зареєстрованому шлюбі;
- дитина у разі її прийняття до притулку разом з матір’ю/батьком або особою, яка їх замінює.

### До притулку не влаштовуються постраждалі особи
- у стані алкогольного або наркотичного сп’яніння;
- з ознаками гострих інфекційних та венеричних захворювань;
- у разі наявності в них психічних захворювань у гострій стадії, хронічних психічних захворювань у стадії загострення, пограничних станів, що супроводжуються розладами поведінки, шкідливими для хворого та інших осіб;
- з інфекційними захворюваннями шкіри та волосся, хворі на туберкульоз;
- за інших обставин, що свідчать про безпосередню небезпеку постраждалої особи або для інших осіб.

Зазначені постраждалі особи підлягають невідкладному направленню до закладів охорони здоров’я з одночасним повідомленням відповідно до законодавства про факт вчинення щодо них насильства.

### Строк перебування
Строк перебування постраждалої особи у притулку не може перевищувати трьох місяців.
У разі потреби за результатами виконання плану індивідуальної роботи з постраждалою особою строк її перебування у притулку може бути продовжено до шести місяців.
Про продовження строку перебування постраждалої особи у притулку видається наказ директора притулку або керівника закладу/установи соціального чи іншого спрямування, обов’язково вносяться зміни до договору про надання послуг та переглядається/коригується індивідуальний план роботи.

### Вартість послуг
Надання притулком послуг постраждалим особам здійснюється на безоплатній основі в обсязі, визначеному державними стандартами надання соціальних послуг, затвердженими Мінсоцполітики.
Зміст та обсяг соціальної послуги для кожної постраждалої особи визначається індивідуально залежно від її потреб і зазначається в договорі про надання соціальної послуги.
Інформація про соціальні послуги постраждалим особам з інтелектуальними та сенсорними порушеннями надається доступним способом, зокрема із застосуванням загальновживаної лексики, жестової мови, шрифту Брайля.
В Україні притулки для жінок відкриті у великій кількості обласних центрів, зокрема, в Києві, Вінниці, Харкові, Рівному, Кривому Розі, Дніпрі, Полтаві та інших.